# Хюллер, Сандра
Сандра Хюллер (нем. Sandra Hüller; род. 30 апреля 1978, Зуль, ГДР) — немецкая актриса, дебютировавшая в 1999 году. Хюллер наиболее известна ролью юной жертвы экзорцизма Михаэлы в фильме «Реквием», за которую она удостоилась «Серебряного медведя» за лучшую женскую роль на Берлинском фестивале и была номинирована на Премию Европейской киноакадемии лучшей актрисе. В 2016 году исполнила главную роль в фильме «Тони Эрдманн», за которую удостоилась Deutscher Filmpreis и Премии Европейской киноакадемии лучшей актрисе. В 2023 году исполнила главную роль в фильме «Анатомия падения», за которую удостоилась Премии Европейской киноакадемии лучшей актрисе и французской премии «Сезар». За эту же роль была номинирована на премию «Оскар» и премию «Золотой глобус» в номинации лучшая женская роль.

## Биография
Сандра Хюллер родилась в городе Зуль, который тогда входил в состав ГДР. В детстве посещала театральный кружок. С 1996 по 2000 год обучалась в Академии драматического искусства имени Эрнста Буша. С 1999 по 2001 год работала в театре города Йена, затем в течение года — в театре Лейпцига. Позже драматург Оливер Хельд порекомендовал её в Театр Базеля, где она играла до 2006 года.
В 2006 году исполнила главную роль в фильме «Реквием». Её персонаж — девушка Михаэла, погибшая после проведения экзорцизма — был основан на реальной истории немки Аннелизы Михель. Картина принесла актрисе известность и несколько престижных премий, в числе которых — премия «Серебряный медведь» за лучшую женскую роль и высшая кинопремия Германии Deutscher Filmpreis, а также соответствующие награды некоторых других фестивалей.
В 2007—2010 годах она появилась в главных ролях в картинах «Мадонны» и «Броуновское движение», а также воплотила образ Ульрики Майнхоф в новелле Николетт Кребиц «Неоконченное» киноальманаха «Германия 09». В 2012 и 2014 годах она вновь удостаивалась номинации на Deutscher Filmpreis за роли в фильмах «Над нами только небо» и «Тёмный мир» соответственно.
Сандра Хюллер продолжала принимать участие в театральных постановках и после успеха в кинематографе. В различных театрах она исполняла, в частности, роли Кортни Лав в постановке For Love и Елизаветы I в Virgin Queen. После сезона 2012/2013 года она была признана театральными критиками журнала Theater heute актрисой года.
В 2016 году Хюллер исполнила главную роль в картине «Тони Эрдманн», которая принесла ей ряд премий. В 2018 году актрису можно было увидеть в драме «Между рядами», мировая премьера которой состоялась на международном кинофестивале в Берлине. В 2019 на экраны вышел фильм «Проксима», в котором помимо Хюллер, снялись Ева Грин и Мэтт Диллон.
В 2023 году фильмы, в которых Хюллер исполнила главные роли, были включены в основную конкурсную программу 76-го Каннского кинофестиваля. Фильм Жюстин Трие «Анатомия падения» получил главную премию — «Золотую пальмовую ветвь», а «Зона интересов» Джонатана Глейзера была удостоена Гран-при Каннского кинофестиваля.

## Фильмография
| Год  |     | Русское название                      | Оригинальное название              | Роль                                           |
| ---- | --- | ------------------------------------- | ---------------------------------- | ---------------------------------------------- |
| 1999 | ф   |                                       | Midsommar Stories                  | Карен Вагнер                                   |
| 1999 | кор | Держи рот на замке                    | Nicht auf den Mund                 | Дейзи / Daisy                                  |
| 2006 | ф   | Реквием                               | Requiem                            | Михаэла Клинглер / Michaela Klingler           |
| 2006 | кор | Коровы улыбаются глазами              | Kühe lächeln mit den Augen         | Юлия / Julia                                   |
| 2007 | ф   | Мадонны                               | Madonnen                           | Рита / Rita                                    |
| 2008 | кор | Где в этом мире                       | Where in This World                |                                                |
| 2008 | ф   | Безымянная — одна женщина в Берлине   | Anonyma Eine Frau in Berlin        | Штеффи / Steffi                                |
| 2008 | ф   | Архитектор                            | Der Architekt                      | Рея Винтер / Reh Winter                        |
| 2009 | кор | Рентген                               | Roentgen                           | Шарлотта / Charlotte                           |
| 2009 | кор | Полёт                                 | Fliegen                            | Сара / Sarah                                   |
| 2009 | ф   | Германия 09                           | Deutschland 09                     | Ульрика Майнхоф / Ulrike Meinhof               |
| 2009 | ф   | Фройляйн Стиннес путешествует по миру | Fräulein Stinnes fährt um die Welt | Клеренора Штиннес / Fräulein Clärenore Stinnes |
| 2010 | ф   | Генрих Наваррский                     | Henri 4                            | Екатерина де Бурбон / Catherine                |
| 2010 | тф  | Катастрофа: Геноцид                   | Aghet – Ein Völkermord             | Таси Аткинсон / Tacy Atkinson                  |
| 2010 | ф   | Броуновское движение                  | Brownian Movement                  | Шарлотта / Charlotte                           |
| 2011 | ф   | Над нами только небо                  | Über uns das All                   | Марта Забель / Martha Sabel                    |
| 2011 | с   | Криминалист                           | Der Kriminalist                    | Сонни / Conny Lojewski                         |
| 2012 | кор |                                       | Fluss                              | мать / Mother                                  |
| 2012 | кор |                                       | Strings                            | мать / Mother                                  |
| 2013 | ф   | Тёмный мир                            | Finsterworld                       | Франциска / Franziska Feldenhoven              |
| 2013 | с   | Пиноккио                              | Pinocchio                          | лиса / Fox                                     |
| 2014 | ф   | Забывая себя                          | Vergiss mein Ich                   | Фраука / Frauke                                |
| 2014 | с   | Телефон полиции — 110                 | Polizeiruf 110                     | Карен Вагнер / Karen Wagner                    |
| 2014 | ф   | Безрассудная любовь                   | Amour fou                          | Мари / Marie                                   |
| 2016 | ф   | Тони Эрдманн                          | Toni Erdmann                       | Инес Конради / Ines Conradi                    |
| 2016 | с   | Чистильщик                            | Der Tatortreiniger                 | Силке Хансен / Silke Hansen                    |
| 2017 | кор |                                       | Don't                              | Супергерой / Superhero                         |
| 2017 | ф   | Зачётный препод 3                     | Fack ju Göhte 3                    | Бигги Энцбергер / Biggi Enzberger              |
| 2018 | ф   | Между рядами                          | In den Gängen                      | Марион / Marion Koch                           |
| 2018 | ф   | 25 км/ч                               | 25 km/h                            | Таня / Tanja                                   |
| 2019 | ф   | Соблазн                               | Sibyl                              | Мика / Mika                                    |
| 2019 | ф   | Проксима                              | Proxima                            | Венди Хауэр / Wendy Hauer                      |
| 2020 | ф   | Изгнание                              | Exil                               | жена Джафера / Nora                            |
| 2020 | ф   | Сон                                   | Schlaf                             | Марлен / Marlene                               |
| 2020 | тф  | Гамлет                                | Hamlet                             | Гамлет / Hamlet                                |
| 2021 | ф   | Я создан для тебя                     | Ich bin dein Mensch                | сотрудница компании                            |
| 2021 | ф   | Ограбление на лайнере                 | Das Schwarze Quadrat               | Марта / Martha                                 |
| 2021 | ф   | Мюнхен. На грани войны                | Munich: The Edge of War            | Хелен Винтер / Helen Winter                    |
| 2022 | ф   | Поговорим о погоде                    | Alle reden übers Wetter            | Ханна / Hanna                                  |
| 2023 | ф   | Сисси и я                             | Sisi & I                           | Ирма Штарай / Irma                             |
| 2023 | ф   | Анатомия падения                      | Anatomie d'une chute               | Сандра / Sandra Voyter                         |
| 2023 | ф   | Зона интересов                        | The Zone of interest               | Гедвига Хёсс / Hedwig Höss                     |

## Награды и номинации
| Награды и номинации                     | Награды и номинации | Награды и номинации                                                   | Награды и номинации | Награды и номинации |
| Награда                                 | Год                 | Категория                                                             | Итог                |                     |
| --------------------------------------- | ------------------- | --------------------------------------------------------------------- | ------------------- | ------------------- |
| Баварская кинопремия                    | 2006                | Лучшая молодая актриса за фильм «Реквием»                             | Победа              |                     |
| Баварская кинопремия                    | 2017                | Лучшая актриса за фильм «Тони Эрдманн»                                | Победа              |                     |
| Берлинский кинофестиваль                | 2006                | Премия «Серебряный медведь» за лучшую женскую роль за фильм «Реквием» | Победа              |                     |
| Клотрудис                               | 2007                | Лучшая актриса за фильм «Реквием»                                     | Номинация           |                     |
| Премия общества кинокритиков Дублина    | 2006                | Лучшая актриса за фильм «Реквием»                                     | Номинация           |                     |
| Премия Европейской киноакадемии         | 2006                | Лучшая актриса за фильм «Реквием»                                     | Номинация           |                     |
| Премия Европейской киноакадемии         | 2016                | Лучшая актриса за фильм «Тони Эрдманн»                                | Победа              |                     |
| Премия Европейской киноакадемии         | 2023                | Лучшая актриса за фильм «Анатомия падения»                            | Победа              |                     |
| Deutscher Filmpreis                     | 2006                | Лучшая женская роль за фильм «Реквием»                                | Победа              |                     |
| Deutscher Filmpreis                     | 2012                | Лучшая женская роль за фильм «Над нами только небо»                   | Номинация           |                     |
| Deutscher Filmpreis                     | 2014                | Лучшая женская роль второго плана за фильм «Тёмный мир»               | Победа              |                     |
| Deutscher Filmpreis                     | 2017                | Лучшая женская роль за фильм «Тони Эрдманн»                           | Победа              |                     |
| Deutscher Filmpreis                     | 2018                | Лучшая женская роль второго плана за фильм «Между рядами»             | Номинация           |                     |
| Премия ассоциации немецких кинокритиков | 2007                | Лучшая актриса за фильм «Реквием»                                     | Победа              |                     |
| Премия ассоциации немецких кинокритиков | 2012                | Лучшая актриса за фильм «Над нами только небо»                        | Победа              |                     |
| Премия ассоциации немецких кинокритиков | 2016                | Лучшая актриса за фильм «Тони Эрдманн»                                | Победа              |                     |
| Кинофестиваль в Сиджесе                 | 2006                | Лучшая актриса за фильм «Реквием»                                     | Победа              |                     |
| Кинофестиваль в Таллине                 | 2006                | Лучшая актриса за фильм «Реквием»                                     | Победа              |                     |
| Премия «Ундина»                         | 2006                | Лучшая молодая актриса за фильм «Реквием»                             | Номинация           |                     |
| Кинофестиваль в Мар-дель-Плата          | 2007                | Лучшая актриса за фильм «Мадонны»                                     | Победа              |                     |
| Grimme-Preis                            | 2013                | Художественный фильм за фильм «Над нами только небо»                  | Номинация           |                     |
| Немецкая телевизионная премия           | 2014                | Лучшая актриса за телесериал «Телефон полиции — 110»                  | Номинация           |                     |
| Премия «Оскар»                          | 2024                | Лучшая женская роль за фильм «Анатомия падения»                       | Номинация           |                     |